# Rathaus La Roche-Guyon
Koordinaten: 49° 4′ 52,4″ N, 1° 37′ 48,5″ O

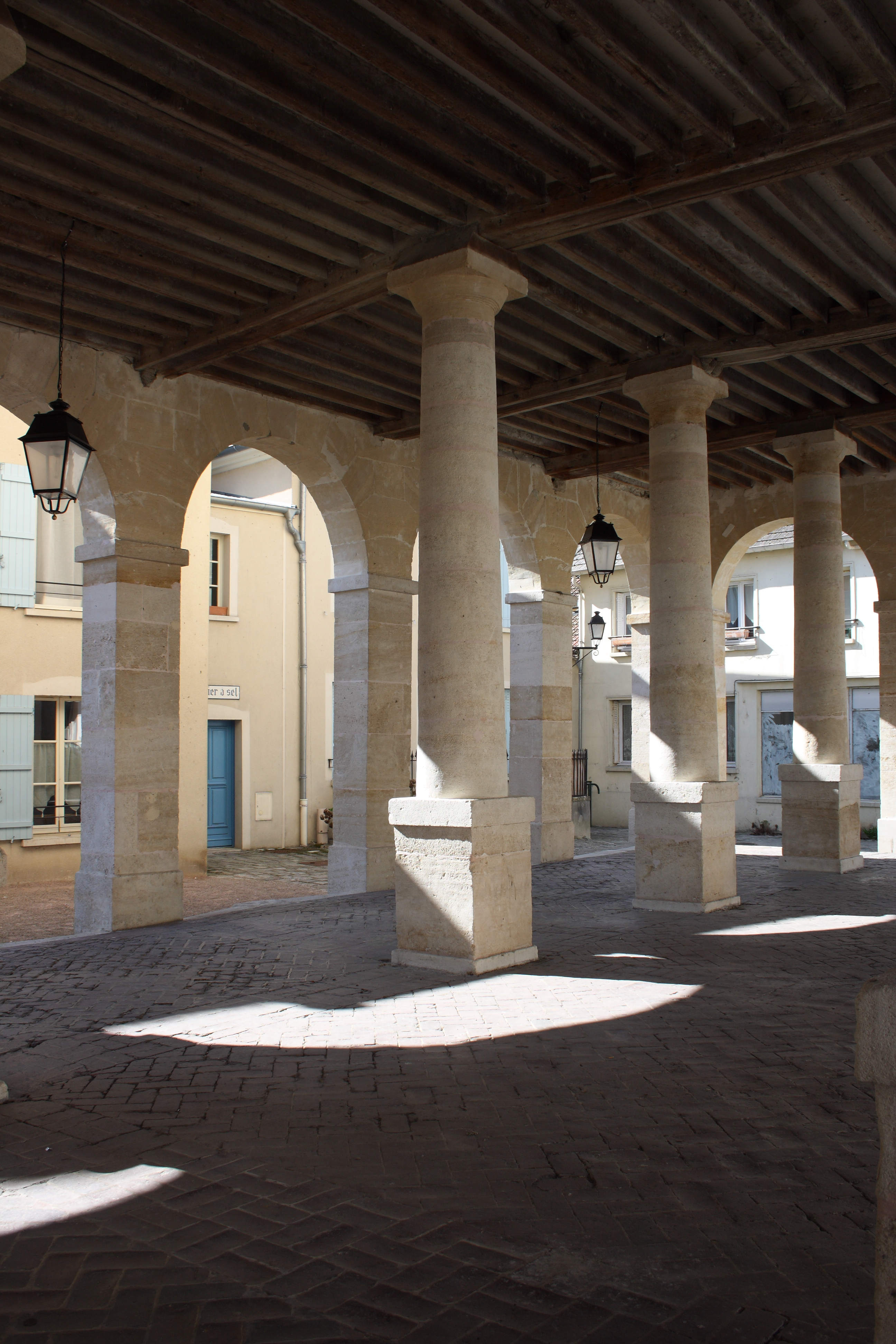
Säulen der Markthalle

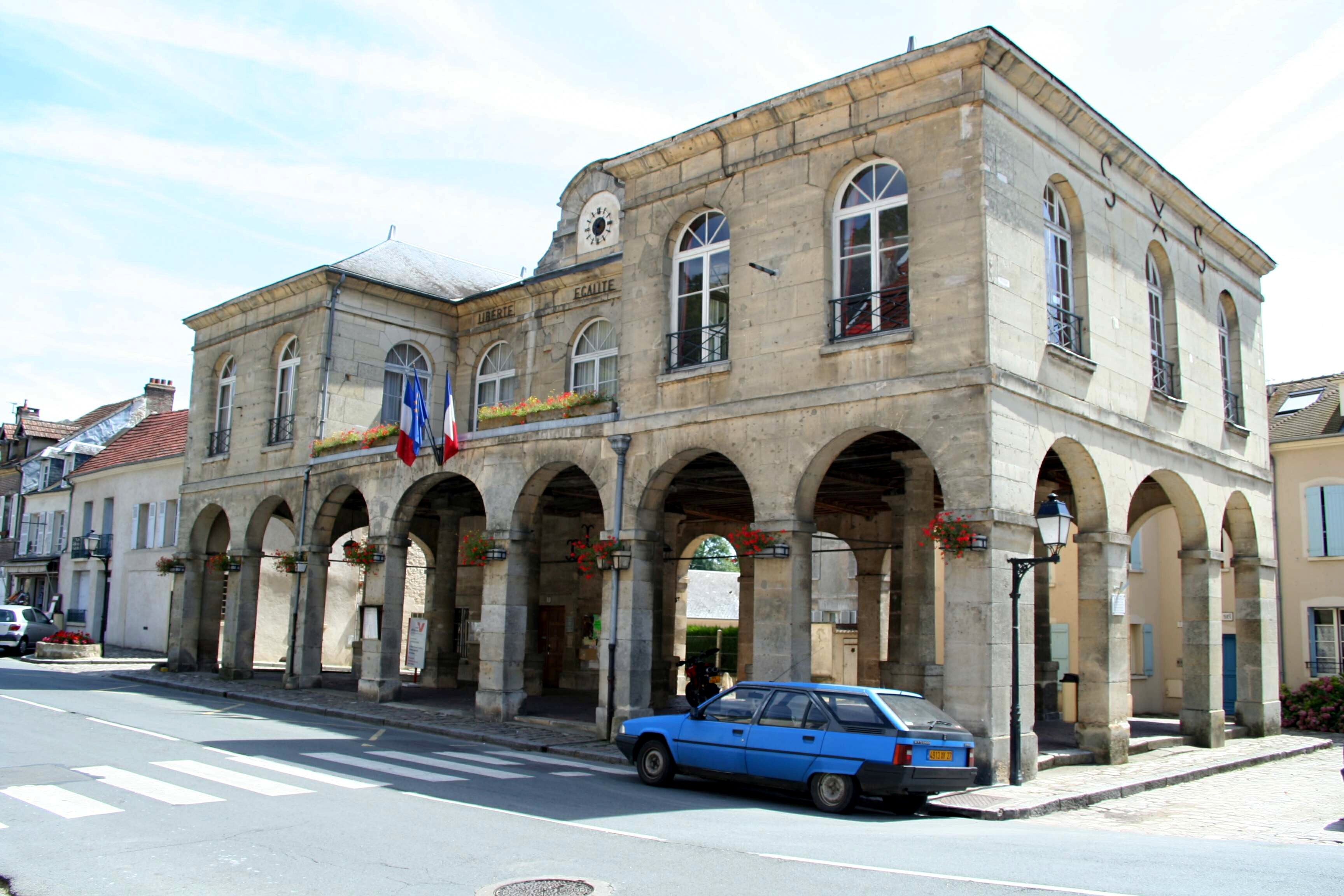
Rathaus mit Markthalle in La Roche-Guyon

Das Rathaus (frz. Mairie) in La Roche-Guyon, einer Gemeinde im Département Val-d’Oise in der französischen Region Île-de-France, wurde 1846/47 errichtet. Seit 1946 steht das Rathaus mit Markthalle als Monument historique auf der Liste der Baudenkmäler in Frankreich.

## Beschreibung
Das Rathaus von La Roche-Guyon ist ein seltenes Beispiel, wie Rathaus und Markthalle in einem Bauwerk vereinigt sind. Das ganze Erdgeschoss des Gebäudes besteht aus einer offenen Halle und darüber befindet sich ein Stockwerk für die Verwaltung der Gemeinde. Das Gebäude wird von rundbogigen Arkaden getragen.